# 1728 en science
| Années de la science : 1725 - 1726 - 1727 - 1728 - 1729 - 1730 - 1731    |
| Décennies de la science : 1690 - 1700 - 1710 - 1720 - 1730 - 1740 - 1750 |

Cet article présente les faits marquants de l'année 1728 en science.

## Événements
- 9-14 août : le Danois Vitus Béring découvre le détroit séparant l’Asie de l’Amérique[1].

- L'astronome britannique James Bradley prouve scientifiquement, par l'explication qu'il donne à l'aberration de la lumière, la rotation de la Terre autour du Soleil[2],[3] et confirme la finitude de la vitesse de la lumière[4]. Il observe la nutation de l'axe de la Terre[5].

## Publications
- Louis Bertrand Castel : Clavecin pour les yeux, avec l'art de peindre les sons, et toutes sortes de pièces de musique.
- Pierre Fauchard : Le Chirurgien dentiste, ou Traité des dents.

## Naissances

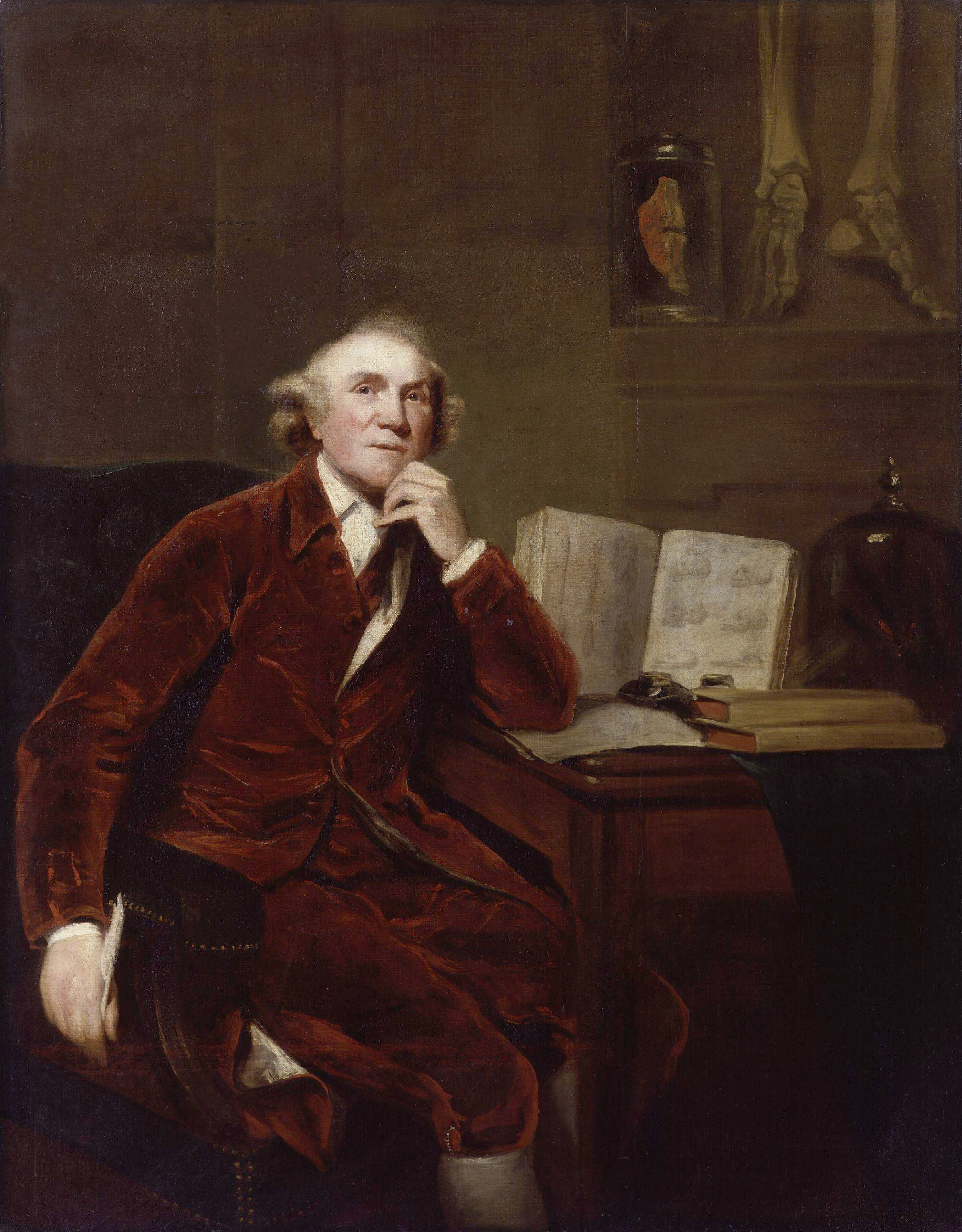
John Hunter.

- 3 janvier : Johann Georg Büsch (mort en 1800), mathématicien et pédagogue allemand.
- 10 janvier : Jean Goulin (mort en 1799), encyclopédiste et professeur d’histoire médicale à l’École de médecine de Paris[6].
- 13 février : John Hunter (mort en 1793), chirurgien, pathologiste et anatomiste écossais.
- 26 février : Antoine Baumé (mort en 1804), pharmacien et chimiste français.
- 28 février : Fredrik Mallet (sv) (mort en 1797), mathématicien et astronome suédois.
- 13 avril : Paolo Frisi (mort en 1784), prêtre, astronome et mathématicien italien.
- 16 avril : Joseph Black (mort en 1799), physicien et chimiste écossais.
- Avril : Charles Mason (mort en 1786), astronome et géomètre britannique.
- 26 août : Johann Heinrich Lambert (mort en 1777), mathématicien, physicien et astronome suisse.
- 3 septembre : Matthew Boulton (mort en 1809), ingénieur anglais.
- 27 octobre : James Cook (mort en 1779), explorateur britannique.
- 30 octobre : Martin Odlanicki Poczobutt (mort en 1810), jésuite, professeur d'astronomie et mathématicien polono-lituanien.
- 24 novembre : Esprit Calvet (mort en 1810), médecin, physiocrate, archéologue et naturaliste français.
- 8 décembre : Chrysologue de Gy (mort en 1808), capucin, astronome, cartographe et géologue français.
- 9 décembre : Jan Tesánek (mort en 1788), prêtre jésuite et mathématicien tchèque.

- Claude Durival (mort en 1805), économiste, agronome et auteur français.
- Pierre-Louis de Massac (mort en 1779), agronome français.
- John Wilkinson (mort en 1808), ingénieur et industriel britannique.

## Décès
- 24 février : Charles-René Reynaud (né en 1656), mathématicien français.
- 13 avril : Samuel Molyneux (né en 1689), homme politique et astronome britannique.
- 25 avril : John Woodward (né en 1665), naturaliste et géologue britannique.